# Canoa/kayak ai Giochi della XXXII Olimpiade - Slalom K1 maschile
La gara di slalom K1 maschile per Tokyo 2020 si è svolta al Kasai Canoe Slalom Centre il 28 e 30 luglio 2021.
La gara è stata vinta dal ceco Jiří Prskavec, che ha preceduto lo slovacco Jakub Grigar e il tedesco Hannes Aigner.

## Programma
Tutti gli orari seguono il fuso orario giapponese (UTC+9)
| Data                      | Ora   | Round      |
| ------------------------- | ----- | ---------- |
| Mercoledì, 28 luglio 2021 | 13:00 | Batterie   |
| Venerdì, 30 luglio 2021   | 14:00 | Semifinali |
| Venerdì, 30 luglio 2021   | 14:00 | Finale     |

## Risultati
| Pos. | #  | Canoista              | Nazione       | Preliminari | Preliminari | Preliminari | Preliminari | Preliminari | Preliminari | Semifinali | Semifinali | Semifinali | Finale    | Finale    | Finale    |
| Pos. | #  | Canoista              | Nazione       | 1° Ride     | Pen.        | 2° Ride     | Pen.        | Best        | Ordine      | Tempo      | Pen.       | Ordine     | Tempo     | Pen.      | Ordine    |
| ---- | -- | --------------------- | ------------- | ----------- | ----------- | ----------- | ----------- | ----------- | ----------- | ---------- | ---------- | ---------- | --------- | --------- | --------- |
|      | 1  | Jiří Prskavec         | Rep. Ceca     | 92.57       | 0           | 91.71       | 2           | 91.71       | 4           | 94.29      | 2          | 1          | 91.63     | 0         | 1         |
|      | 8  | Jakub Grigar          | Slovacchia    | 94.37       | 0           | 92.38       | 2           | 92.38       | 8           | 96.27      | 2          | 4          | 94.85     | 0         | 2         |
|      | 2  | Hannes Aigner         | Germania      | 96.51       | 2           | 90.14       | 0           | 90.14       | 1           | 97.97      | 0          | 7          | 97.11     | 0         | 3         |
| 4    | 14 | Felix Oschmautz       | Austria       | 94.10       | 0           | 92.18       | 0           | 92.18       | 7           | 98.42      | 2          | 9          | 98.79     | 0         | 4         |
| 5    | 12 | Michal Smolen         | Stati Uniti   | 96.61       | 4           | 102.03      | 4           | 96.61       | 19          | 96.11      | 0          | 3          | 99.12     | 0         | 5         |
| 6    | 9  | Bradley Forbes-Cryans | Gran Bretagna | 93.65       | 0           | 101.46      | 4           | 93.65       | 13          | 96.48      | 0          | 5          | 100.58    | 2         | 6         |
| 7    | 6  | Boris Neveu           | Francia       | 147.12      | 50          | 91.78       | 0           | 91.78       | 5           | 94.86      | 0          | 2          | 101.18    | 4         | 7         |
| 8    | 4  | Lucien Delfour        | Australia     | 91.10       | 0           | 91.12       | 0           | 91.10       | 3           | 97.52      | 2          | 6          | 102.33    | 2         | 8         |
| 9    | 19 | Erik Holmer           | Svezia        | 100.36      | 4           | 92.91       | 2           | 94.91       | 16          | 98.45      | 0          | 10         | 148.59    | 52        | 9         |
| 10   | 10 | David Llorente        | Spagna        | 147.62      | 50          | 95.83       | 2           | 95.83       | 18          | 98.26      | 0          | 8          | 150.08    | 52        | 10        |
| 11   | 11 | Antoine Launay        | Portogallo    | 95.68       | 0           | 93.50       | 0           | 93.50       | 12          | 98.88      | 0          | 11         | Eliminato | Eliminato | Eliminato |
| 12   | 3  | Peter Kauzer          | Slovenia      | 93.04       | 0           | 105.64      | 2           | 93.04       | 11          | 99.10      | 0          | 12         | Eliminato | Eliminato | Eliminato |
| 13   | 7  | Martin Dougoud        | Svizzera      | 93.70       | 0           | 100.58      | 4           | 93.70       | 14          | 99.28      | 2          | 13         | Eliminato | Eliminato | Eliminato |
| 14   | 5  | Giovanni De Gennaro   | Italia        | 90.92       | 0           | 90.65       | 0           | 90.65       | 2           | 100.23     | 4          | 14         | Eliminato | Eliminato | Eliminato |
| 15   | 17 | Krzysztof Majerczak   | Polonia       | 99.86       | 2           | 95.21       | 0           | 95.21       | 17          | 100.99     | 2          | 15         | Eliminato | Eliminato | Eliminato |
| 16   | 18 | Kazuya Adachi         | Giappone      | 97.72       | 0           | 92.09       | 0           | 92.09       | 6           | 101.60     | 0          | 16         | Eliminato | Eliminato | Eliminato |
| 17   | 20 | Quan Xin              | Cina          | 98.86       | 2           | 98.06       | 2           | 98.06       | 20          | 101.99     | 2          | 17         | Eliminato | Eliminato | Eliminato |
| 18   | 22 | Mathis Soudi          | Marocco       | 93.86       | 0           | 100.92      | 2           | 93.86       | 15          | 103.58     | 6          | 18         | Eliminato | Eliminato | Eliminato |
| 19   | 15 | Pepe Gonçalves        | Brasile       | 98.13       | 4           | 92.91       | 2           | 92.91       | 10          | 104.33     | 6          | 19         | Eliminato | Eliminato | Eliminato |
| 20   | 13 | Pavel Eigel           | ROC           | 96.53       | 0           | 92.82       | 2           | 92.82       | 9           | 151.41     | 50         | 20         | Eliminato | Eliminato | Eliminato |
| 21   | 23 | Lucas Rossi           | Argentina     | 103.02      | 4           | 98.29       | 2           | 98.29       | 21          | Eliminato  | Eliminato  | Eliminato  | Eliminato | Eliminato | Eliminato |
| 22   | 24 | Gabriel De Coster     | Belgio        | 152.94      | 54          | 98.67       | 0           | 98.67       | 22          | Eliminato  | Eliminato  | Eliminato  | Eliminato | Eliminato | Eliminato |
| 23   | 16 | Callum Gilbert        | Nuova Zelanda | 151.85      | 54          | 101.15      | 0           | 101.15      | 23          | Eliminato  | Eliminato  | Eliminato  | Eliminato | Eliminato | Eliminato |
| 24   | 21 | Michael Tayler        | Canada        | 117.98      | 8           | 106.04      | 2           | 106.04      | 24          | Eliminato  | Eliminato  | Eliminato  | Eliminato | Eliminato | Eliminato |